# Jezioro Hutowe
Jezioro Hutowe (kaszb. Jezoro Hùtowé) – przepływowe jezioro rynnowe położone na południowo-wschodnim skraju Pojezierza Kaszubskiego ("Polaszkowski Obszar Chronionego Krajobrazu") w województwie pomorskim (powiat kościerski) na wysokości 136,1 m n.p.m. Jezioro leży na północ od Nowych Polaszek i jest częścią akwenu jezior polaszkowskich. Powierzchnia całkowita według różnych źródeł wynosi od 95,0 do 105,2 ha, a głębokość maksymalna 16,9 m.